# Proceso de Brin
El proceso Brin es un procedimiento de producción de oxígeno a escala industrial, actualmente ya obsoleto. En este proceso, el óxido de bario reacciona entre 500 y 600 °C con el oxígeno del aire para formar peróxido de bario, BaO2, compuesto poco estable que se descompone al aumentar la temperatura a más de 800 °C, liberando el oxígeno que previamente había sido fijado del aire.
{\displaystyle {\ce {2BaO2 -> 2BaO + O2}}}

## Historia
La reacción fue descubierta por Joseph-Louis Gay-Lussac y Louis-Jacques Thenard en 1811. Jean-Baptiste Boussingault intentó utilizar esta reacción para establecer un proceso para la producción de oxígeno en continuo, en 1852. El proceso funcionó sólo durante unos pocos ciclos y luego se volvió ineficiente. Más tarde, dos alumnos de Boussingault, los hermanos Quentin y Arthur Leon Brin, descubrieron que la ineficiencia del método se debía a que trazas de dióxido de carbono del aire formaba carbonato de bario, por lo que eliminaron el dióxido de carbono con hidróxido de sodio, lo que resolvió este problema. En 1884 abrieron una fábrica que producía oxígeno mediante su proceso mejorado. En el proceso comercial, la captura y liberación de oxígeno se controlaba mediante la presión en lugar de la temperatura, capturándose el oxígeno a alta presión y liberándose a baja presión. Esto permitió un cambio más rápido entre las fases de captura y liberación, que duraría de una a dos horas.

Logo de la British Oxygen Company

La empresa primero se llamó Brin's Oxygen Company en honor a los dos hermanos. En 1906 pasó a llamarse British Oxygen Company (BOC). 
Una aplicación importante de este método de obtención de oxígeno fue el uso para la producción de luz de calcio o luz de Drummond, utilizada para la iluminación de los escenarios de los teatros con la luz blanca intensa, producida al calentar el óxido de calcio en una llama caliente 
A finales del siglo XIX , la electrólisis del agua y la destilación fraccionada del aire licuado se convirtieron en métodos económicamente más baratos para producir oxígeno y el proceso poco a poco desapareció.    